# Pampusana beccarii
La paloma perdiz pechigrís (Pampusana beccarii) es una especie de ave columbiforme de la familia Columbidae endémica de Nueva Guinea.

## Distribución y hábitat

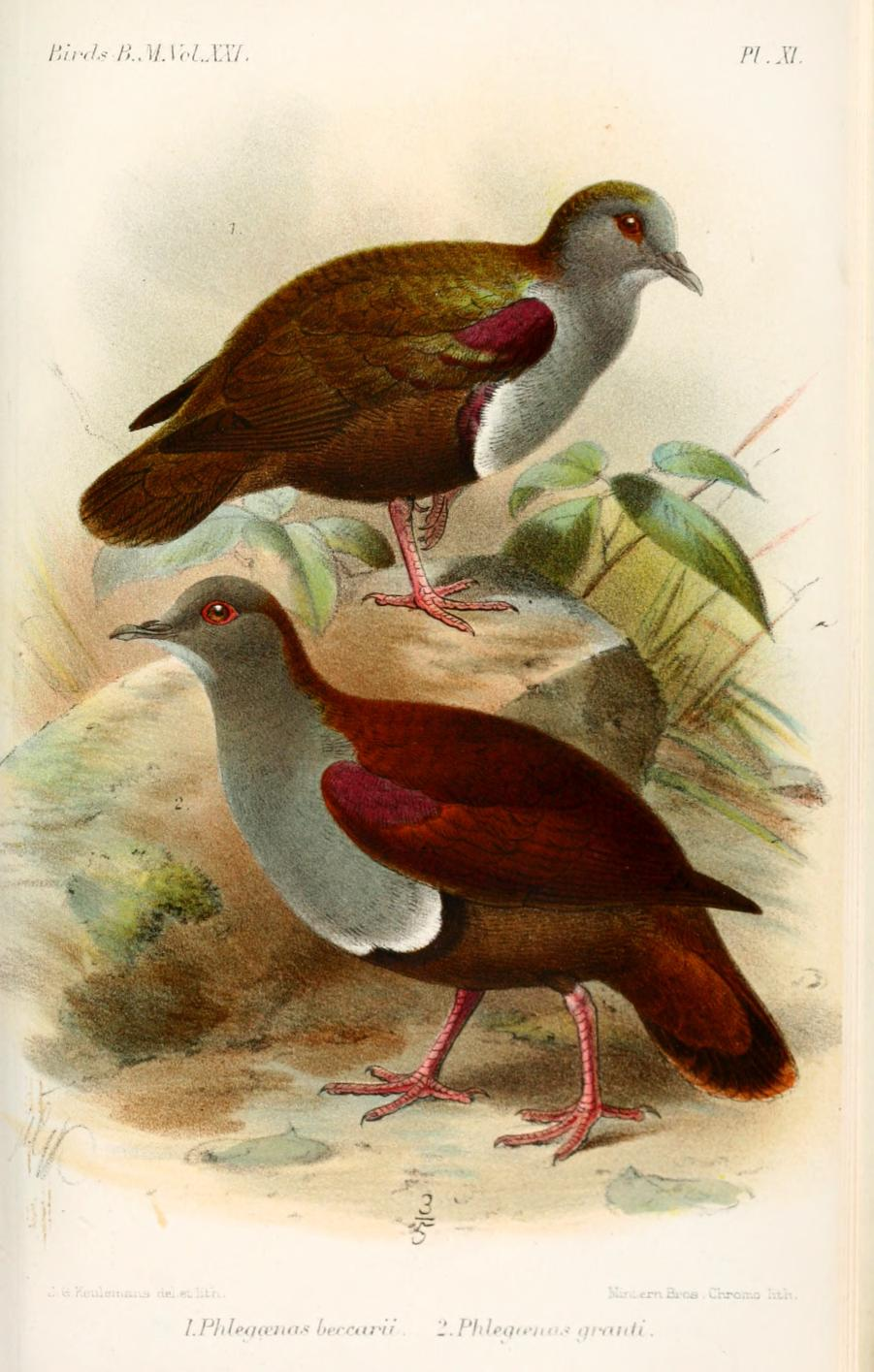
Ilustración de la paloma perdiz pechigrís (arriba).

La paloma perdiz pechigrís se encuentra únicamente en las montañas de Nueva Guinea. Su hábitat natural son los bosques tropicales húmedos de montaña.